# Хижняк Олексій Сергійович
Олексій Сергійович Хижняк (нар. 9 січня 2001, Дніпропетровськ, Україна) — український футболіст, центральний захисник аматорського клубу «Стандарт» (Нові Санжари).

## Клубна кар'єра
Народився в Дніпропетровську. У юнацькому чемпіонаті Дніпропетровської області та ДЮФЛУ з 2014 по 2018 рік виступав за команди рідного міста ДЮСШ-2 та «Дніпро». З весни 2017 року перебував у заявці дорослого складу «дніпрян», за який встиг зіграти лише 1 поєдинок у юнацькому чемпіонаті України. В аматорському чемпіонаті України зіграв 16 матчів. Разом з дніпрянами став півфіналістом аматорського кубку України (програний «Вовчанську» з рахунком 0:1), але у вище вказаному матчі на полі не з'являвся. На початку серпня 2019 року перебрався до «Дніпра-1», де виступав за молодіжну команду клубу.
У липні 2021 року відправився в оренду до «Нікополя». У футболці «городян» дебютував 18 вересня 2021 року в нічийному (1:1) домашньому поєдинку 9-го туру групи «Б» Другої ліги України проти СК «Полтава». Олексій вийшов на поле на 86-й хвилині замість Ярослава Гоменка. У сезоні 2021/22 років зіграв 3 матчі в Другій лізі. Наприкінці червня 2022 року повернувся до «Дніпра-1», але за команду більше не грав.
Наприкінці серпня 2022 року вільним агентом перебрався до «Стандарту» (Нові Санжари), який виступає в чемпіонаті Полтавської області.

## Кар'єра в збірній
З 2016 по 2017 рік зіграв у 6 матчах юнацької збірної України (U-17).